# Salāt

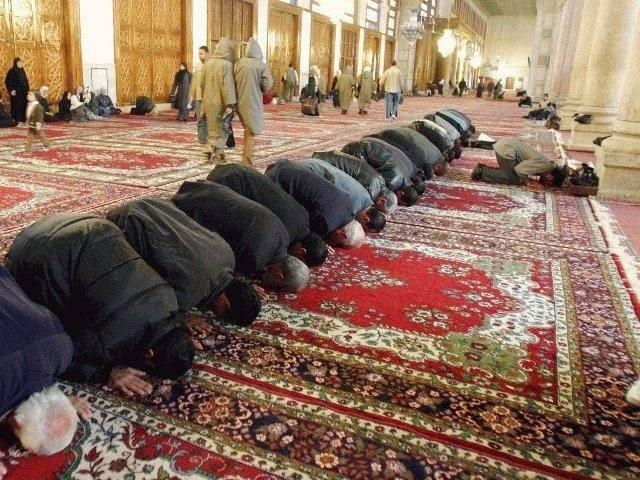
Muslimische Männer bei der Salāt in der Umayyaden-Moschee, Damaskus

Salāt (arabisch صلاة, DMG ṣalāh, ṣalāt, Plural: صلوات, DMG ṣalawāt, im Koran: صلوة; persisch نماز, DMG namāz; türkisch Namaz) bezeichnet das rituelle Gebet im Islam und die oberste Pflicht (Fard) für alle Muslime. Es ist das tägliche Ritualgebet in Richtung Mekka (Standort der Kaaba), der Qibla, das zu festgelegten Zeiten (awqāt) fünfmal am Tag zu verrichten ist. Bei den Sufis gilt die Salāt als der größte Dhikr. Neben der Salāt gibt es im Islam noch eine zweite Gebetsform, das Bittgebet, das Duʿā' genannt wird und mit erhobenen Händen gesprochen wird.

## Sprachliches
Das Wort Salāt ist aramäischen Ursprungs und kommt schon in der vorkoranischen Literatur, in der arabischen Dichtung vereinzelt vor. Die Wurzel ṣ-l-ʾ / צלא bedeutet im Aramäischen „beugen, krümmen, spannen“. Der aramäische Begriff ṣelôṯā / צְלוֹתָא ist das entsprechende Verbalsubstantiv und bezeichnet die Handlung des Beugens, Krümmens, Spannens. Die arabische Form des Verbs ist ṣallā, das „beten“ bedeutet. Hiervon ist auch das Wort Musallā abgeleitet, das einen offenen Gebetsplatz bezeichnet. In der Propheteneulogie hat das Wort allerdings die Bedeutung von „Segen sprechen“.
Die koranische Schreibweise صلوة reproduziert wahrscheinlich eine dialektale Aussprache des Hedschaz, bei der das Wāw in der Endsilbe des Wortes als ein gerundeter halboffener Hinterzungenvokal wie in engl. all gesprochen wurde.

## Regeln für das Ritualgebet

### Anzahl der täglichen Pflichtgebete
Nach der islamischen Normenlehre sind Muslime verpflichtet, fünfmal am Tag zu beten. Die Einsetzung der fünf Pflichtgebete erfolgte nach einer islamischen Überlieferung bei der Himmelfahrt Mohammeds. Ein über Abū Huraira auf den Propheten zurückgeführter Hadith schreibt diesen fünf täglichen Gebeten eine sündentilgende Wirkung zu. Demnach soll der Gottesgesandte eines Tages seine Gefährten gefragt haben: „Was meint ihr: Wenn ein Fluss an der Tür eines von euch vorbei fließen würde, in dem er sich jeden Tag fünf Mal wüsche, würde von seinem Schmutz irgendetwas zurückbleiben?“ Als sie verneinten, sagte er: „So ist es auch mit den fünf Gebeten: Gott tilgt mit ihnen die Sünden (ḫaṭāya).“
Da im Koran an keiner Stelle von fünf Gebeten die Rede ist, sondern in Vers 11:114 je nach Lesart zwei (Fadschr und ʿIschā', oder Maghrib und ʿIschā') oder drei (Fadschr, Maghrib und ʿIschā') tägliche Pflichtgebete erwähnt werden und in Vers 2:238 ein mittleres Gebet (Zuhr oder ʿAsr) erwähnt wird, erkennen einige koranistische Muslime die Pflicht zum fünfmaligen Gebet nicht an. So vertritt zum Beispiel der kuwaitische Reformdenker Muhammad Salmān Ghānim die These, der Koran schreibe insgesamt nur zwei tägliche Pflichtgebete vor, nämlich das Fadschr- und das ʿIschāʾ-Gebet. Deswegen sollten die Muslime von ihrer bisherigen Position abrücken, wonach die Gebetspflicht nur durch fünf tägliche Gebete erfüllt wird.

### Gebetszeiten

Die Gebetszeiten im Tagesverlauf

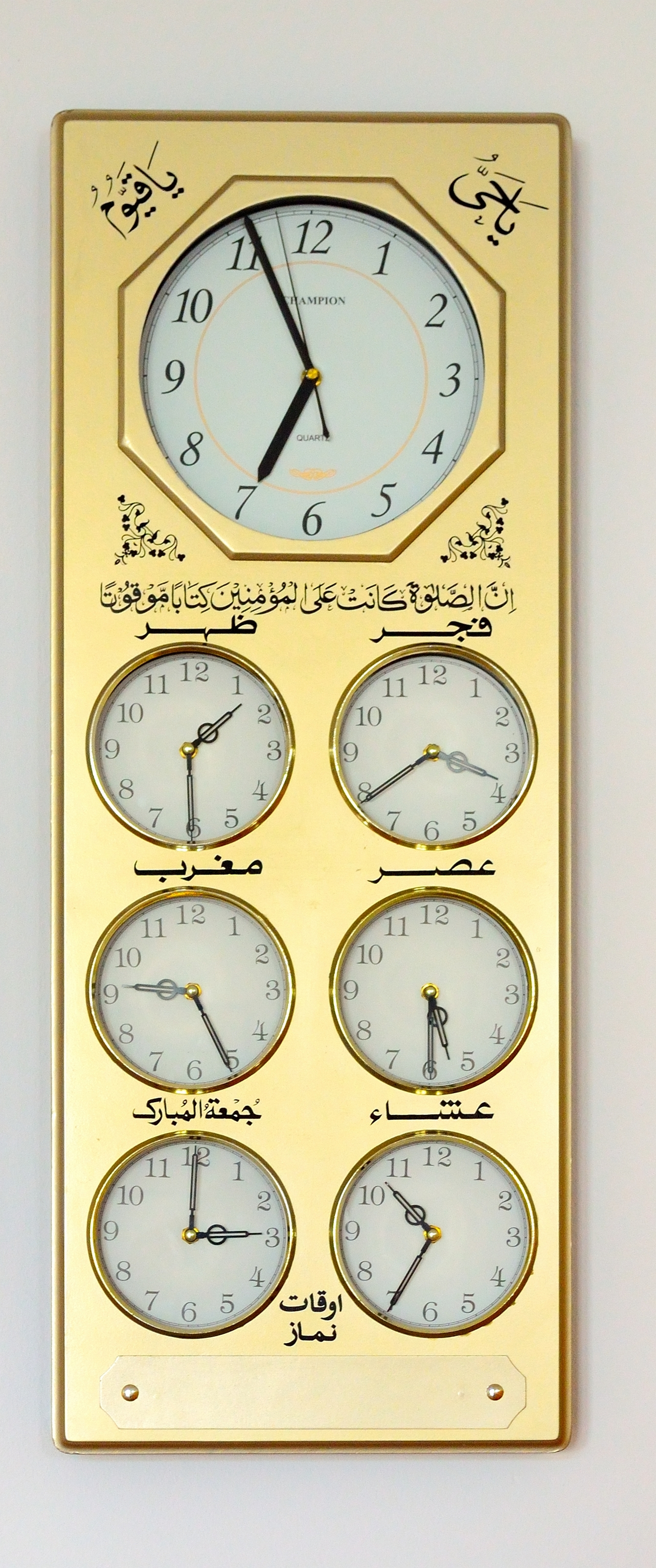
Gebetszeiten-Anzeige in der Khadija-Moschee (Berlin)

Die Gebetszeiten für die Pflichtgebete sind Fadschr (Morgendämmerung), Zuhr (Mittag), ʿAsr (Nachmittag), Maghrib (Sonnenuntergang) und ʿIschā'  (Abend). Daneben existieren noch drei supererogatorische Gebete: das duhā-Gebet am Vormittag sowie das Tahaddschud- und das witr-Gebet in der Nacht. Die Gebete sind nicht fest an einen bestimmten Zeitpunkt gebunden, sondern müssen nur innerhalb eines bestimmten Zeitraumes stattfinden. Dieser Zeitraum ist bei den fünf Pflichtgebeten folgendermaßen definiert:
1. die Zeit des Fadschr-Gebets beginnt mit der Morgendämmerung und endet mit dem Sonnenaufgang.[9]
2. die Zeit des Zuhr-Gebets beginnt, sobald die Sonne sichtbar den Zenit überschritten hat, und endet mit Beginn der ʿAsr-Zeit.[10]
3. der Anfang der Zeit des ʿAsr-Gebets wird von den verschiedenen Rechtsschulen unterschiedlich angegeben. Nach Ansicht der Schafiiten, Malikiten und Hanbaliten ist der Anfang der Zeit für das Nachmittagsgebet dann gekommen, wenn der Schatten (s) eines senkrechten Gegenstandes um die Länge (l) des Gegenstandes größer ist als zu Mittag, wenn also s = s0 + l. Nach Ansicht der Hanafiten dagegen beginnt das ʿAsr-Gebet erst dann, wenn der Schatten (s) des Gegenstandes denselben zu Mittag um die doppelte Länge (2 l) des Gegenstandes übertrifft, wenn also s = s0 + 2 l.[11] Die Zeit des ʿAsr-Gebets endet mit dem Sonnenuntergang.
4. die Zeit für das Maghrib-Gebet beginnt kurz nach Sonnenuntergang, endet mit dem Beginn der ʿIschāʾ-Zeit und ist nur sehr kurz.
5. die Zeit für das ʿIschā'-Gebet beginnt, wenn der rote Schimmer (aš-šafaq al-aḥmar) des Abendlichts verschwunden ist, bzw. wenn der weiße Schimmer verschwunden ist, der dem roten folgt (so die Ansicht der Hanafiten). Sie endet mit Beginn der Zeit für das Fadschr-Gebet.[12]

Innerhalb des jeweiligen Zeitraums lässt sich das Gebet also aufschieben, aber als die beste Zeit (waqt al-faḍīla) zur Verrichtung gilt jeweils der Anfang des betreffenden Zeitraums. Darauf folgen als die zweitbeste und drittbeste Zeit die „Zeit der Erwählung“ (waqt al-iḫtiyār) und die „Zeit der Zulässigkeit“ (waqt al-ǧawāz). Bei dem ʿIschāʾ-Gebet wird zum Beispiel üblicherweise die Empfehlung ausgesprochen, dieses im ersten Drittel oder zumindest der ersten Hälfte der Nacht zu verrichten.
Die Gebetszeiten wurden in vormoderner Zeit häufig mit dem Quadranten berechnet. In diesem Fall wurden sie nach saisonalen Stunden definiert. So erklärt der im 11. Jahrhundert schreibende Gelehrte Ibn Rahīq, dass das Zuhr-Gebet zur sechsten Stunde beginne und das ʿAsr-Gebet zur neunten Stunde, wenn drei Viertel des Tages verstrichen seien. Für das ʿAsr-Gebet beruft er sich dabei auf eine Aussage von ʿAlī ibn Abī Tālib. In der heutigen Zeit sind die Gebetszeiten für die unterschiedlichen Orte in Kalender-Werken verzeichnet, und sie werden auch auf den Websites muslimischer Organisationen bekannt gegeben.

### Vorbereitungen zum Gebet
Vor dem Gebet hat sich der Betende einer rituellen Waschung zu unterziehen, nach Sure 5,6: „Ihr Gläubigen. Wenn ihr euch zum Gebet aufstellt, dann wascht euch das Gesicht und die Hände bis zu den Ellenbogen und streicht euch über den Kopf und die Füße bis zu den Knöcheln!“
Allgemein wird zwischen zwei verschiedenen Waschungen unterschieden, ghusl, die gesamte Körperwaschung und der Teilwaschung, Wuḍūʾ.  Hiermit wird ein inneres Zeichen für die Umkehr der Sünden gegeben. Sollte z. B. in der Wüste kein Wasser für die Waschung zur Verfügung stehen, dann kann auch reiner Sand genommen werden, was sich auch auf Koran 5,6 rückführen lässt (vgl. Tayammum).
Ebenso ist auf die rituelle Reinheit der Kleidung zu achten, bei bestimmten Verunreinigungen  (Najasah) ist die Kleidung zu wechseln oder die Stelle zu reinigen.
Auch der Platz selbst, an dem gebetet werden soll, muss rein sein. Deshalb geschieht dies oft auf einem Gebetsteppich (saǧǧāda), was aber keinesfalls Pflicht ist, da es lediglich um die Reinheit des Untergrundes geht. Für die menstruierende Frau und die Wöchnerin ist das rituelle Gebet verboten.

### Ablauf des Gebets

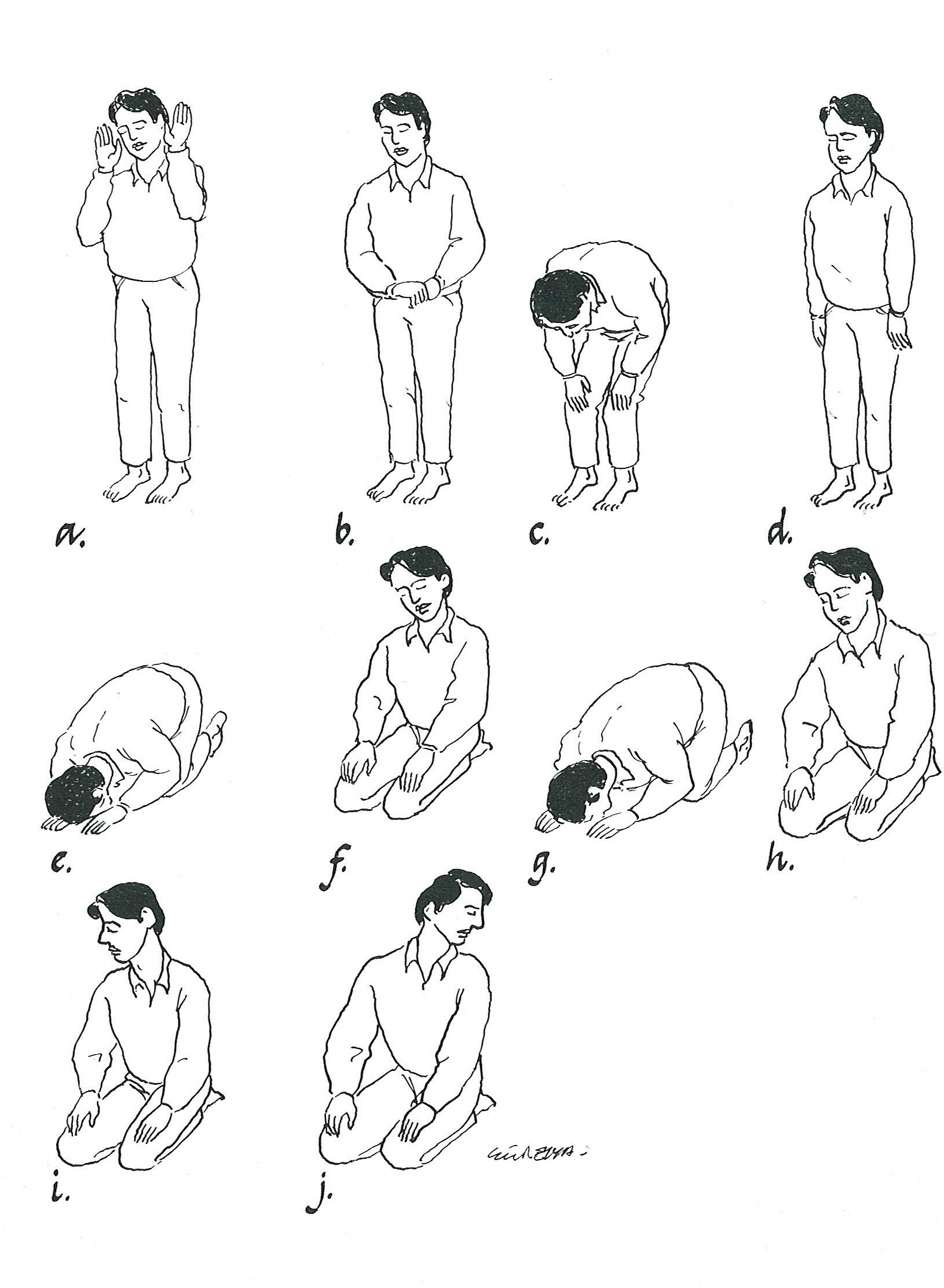
Die Positionen beim Gebet: a) Takbīrat al-iḥrām, b) Qirāʾa, c) Rukūʿ, d) Iʿtidāl, e) erster Sudschūd, f) Dschulūs, g) zweiter Sudschūd, h) Quʿūd, i) und j) Salām

Dreizehn Punkte werden im Fiqh allgemein als „wesentliche Elemente“ (arkān) des Gebetes betrachtet. Davon sind sechs bestimmte Rezitationen, sechs weitere bestimmte Positionen, und der dreizehnte Punkt ist die Notwendigkeit, diese Rezitationen und Positionen in der richtigen Reihenfolge ablaufen zu lassen. Entsprechend der dabei eingenommenen Positionen lässt sich das Gebet in drei Teile gliedern. Der zweite Teil, die sogenannte Rakʿa, wird bei jedem Gebet wiederholt, wobei die Anzahl der Wiederholungen je nach Gebetszeit variiert. Das Fadschr-Gebet besteht aus zwei, das Ẓuhr- und das ʿAṣr-Gebet aus vier, das Maghrib-Gebet aus drei und das ʿIschā-Gebet ebenfalls aus vier Rakʿas. Der Ablauf des Gebets mit seinen wesentlichen Elementen lässt sich folgendermaßen beschreiben:

#### Einleitung
Der einleitende Teil des Gebetes beginnt damit, dass sich der Betende in eine stehende Position (qiyām) begibt, wobei er das Gesicht nach der Qibla ausrichtet.
- Bei einem gemeinschaftlichen Gebet rezitiert der Muezzin oder der Imam sodann die Iqama, den zweiten Gebetsruf.
- Der Betende erklärt hieraufhin seine Absicht (nīya), die festhält, welches Gebet verrichtet werden soll.
- Daraufhin folgt die takbīrat al-iḥrām, der Takbīr zum Eintritt in den Weihezustand. Der Betende hebt die Arme bis zu den Ohren und spricht den Satz الله أكبر / Allāhu akbar / ‚Gott ist [unermesslich] groß‘. Danach wird üblicherweise ein persönliches Bittgebet eingefügt. Dieses kann zum Beispiel aus dem Taṣbīḥ, der Formel ṣubḥāna rabbiya l-ʿaẓīm (Lobpreis sei meinem Herrn, dem Gewaltigen) bestehen.

#### Mittelteil
Der Mittelteil, die sogenannte Rakʿa, wird je nach Gebetszeit unterschiedlich oft wiederholt und besteht aus den folgenden sechs Teilen:
- Qirāʾa („Lesung“). Zur Eröffnung wird die Fatiha rezitiert; hieran schließt sich eine zweite Lesung an, die aus einer anderen Sure des Korans besteht oder einem Teil davon, der mindestens drei Verse umfasst.
- Rukūʿ („Verbeugung“). Hierbei beugt der Betende den Takbir sprechend seinen Oberkörper soweit vor, dass die Handflächen auf Kniehöhe sind. In dieser Position verharrt der Betende kurz und spricht dreimal Subḥāna rabbiya l-ʿaẓīm (Lobpreis sei meinem Herrn, dem Allmächtigen).
- Iʿtidāl („aufrechte Position“). Der Betende richtet sich wieder auf, spricht samiʿa Llāhu li-man ḥamidahu (Gott erhört den, der ihn verehrt), verweilt auch in dieser Haltung und fügt die Worte Rabbanā, wa-laka l-ḥamd (Unser Herr, dir sei Ehre) oder Allahumma, Rabbana, laka l-ḥamd (Oh Gott, unser Herr, dir sei Ehre) hinzu.
- Erster Sudschūd („Niederwerfung, Proskynese“). Der Betende fällt auf seine Knie und spricht erneut den Takbīr. Dann beugt er sich so zur Erde, dass Zehen, Knie, Handflächen, Stirn und die Nase den Boden berühren.[21] In dieser Position verharrt er und spricht dreimal: Ṣubhāna rabbiya l-aʿlā (Lobpreis sei meinem Herrn, dem Höchsten).
- Dschulūs („Aufrichtung in die sitzende Position“). Der Betende richtet sich im Knien auf, so dass er auf den Füßen zu Sitzen kommt. Während des Aufrichtens wird der Takbīr gesprochen. In dieser hockenden Position spricht er Rabbī iġfir lī („Mein Herr, vergib mir“).
- Zweiter Sudschūd. An den Dschulūs schließt der Betende mit einem Takbīr einen zweiten Sudschūd an, während dessen er wieder spricht: Subḥāna rabbiya l-aʿlā. Durch das wiederholte Niederwerfen kann auf der Stirn ein Gebetsfleck entstehen.
- Quʿūd („Sitzen“). Bei der zweiten sowie bei der letzten Rakʿa geht der Betende in die Position des Quʿūd: er sitzt auf seinen Füßen und legt seine Hände auf die Oberschenkel in den Bereich der Knie. An dieser Stelle spricht er üblicherweise den Taschahhud. Folgen weitere Rakʿas, so steht der Betende mit einem Takbīr auf. Ist das Gebet abzuschließen so spricht er Grüße an Gott und den Propheten Mohammed.

#### Abschluss
Der abschließende Teil, bei dem der Betende in der Quʿūd-Position bleibt, setzt sich aus den folgenden Teilen zusammen:
- Taschahhud, das Aussprechen der Schahada.[22]
- Taṣliya, die Rezitation der Eulogie für den Propheten: ṣallā ʾllāhu ʿalayhi wa-sallam(a) (صلى الله عليه وسلم) „Gott segne ihn und schenke ihm Heil!“
- Salām oder Taslīm („Gruß“). Der Betende wendet seinen Kopf nach rechts und spricht as-salāmu ʿalaykum (Der Friede sei mit euch). Danach dreht er den Kopf nach links und wiederholt die Worte.

Beim Fadschr-Gebet werden zwei Rakʿas gebetet, beim Zuhr-, ʿAsr- und ʿIschā-Gebet vier Rakʿas und beim Maghrib-Gebet drei Rakʿas. Neben diesen obligatorischen Elementen des Gebets gibt es noch eine Anzahl von sunna-Elementen, die nicht vorgeschrieben, sondern nur empfohlen sind. Die Ansichten hinsichtlich dieser sunna-Elemente unterscheiden sich je nach Lehrrichtung. Zu diesen sunna-Elementen gehört auch das Bittgebet des Qunūt nach dem Rukūʿ.

## Sonderformen der Salāt

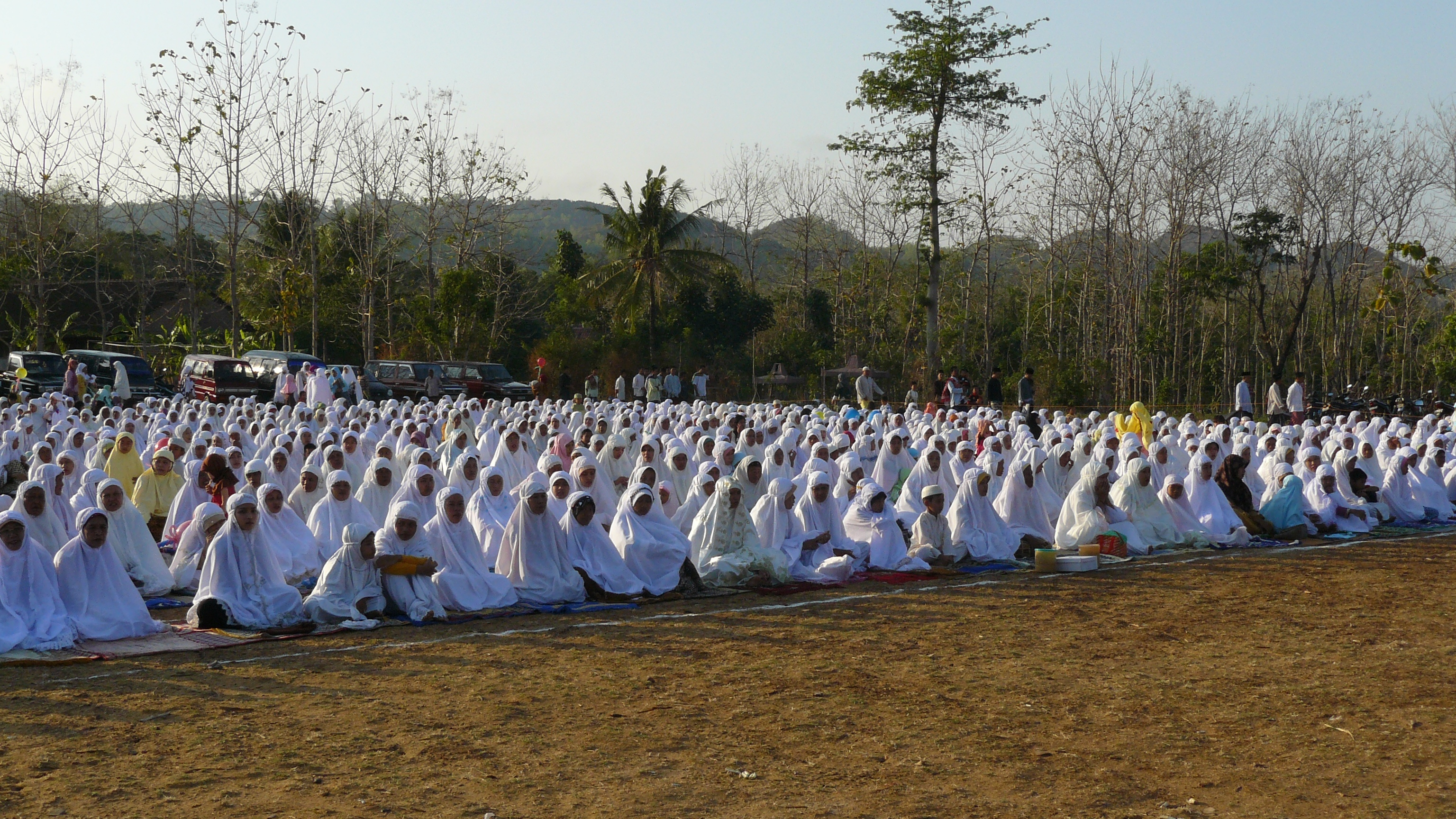
Festgebet von Frauen auf einem Gebetsplatz in Indonesien

Neben den täglichen Salāt-Gebeten und dem besonderen Freitagsgebet existieren noch verschiedene andere Salāt-Gebete, die zu bestimmten Anlässen verrichtet werden. Hierzu gehören:
- das Festgebet (ṣalāt al-ʿīd), das nur am Fest des Fastenbrechens und am Opferfest verrichtet wird, und zwar zwischen Sonnenaufgang und Mittag;
- das Finsternisgebet (ṣalāt al-kusūf), das bei Sonnen- und Mondfinsternissen durchgeführt wird;
- das Regengebet (ṣalāt al-istisqāʾ), das bei Trockenheit zur Erbittung von Regen durchgeführt wird;
- das Begräbnisgebet (ṣalāt al-ǧanāza);
- und das Tarāwīh-Gebet (ṣalāt at-tarāwīḥ), das im Monat Ramadan nach dem Nachtgebet vollzogen wird.

Zwei andere Sonderformen der Salāt haben keine besonderen Ereignisse zum Anlass, sondern sind gewöhnliche Tagesgebete, bei denen aber aufgrund der spezifischen Umstände Sonderregeln für das Gebetsritual gelten:
- das Gebet des Reisenden (ṣalāt al-musāfir), das auf der Reise verrichtet wird. Bei ihm werden grundsätzlich nur zwei Rakʿas gebetet.
- das Furcht-Gebet (ṣalāt al-ḫauf), das die Muslime dann verrichten sollen, wenn sie sich auf einem Kriegszug in Feindesland befinden.[24] Bei ihm teilt der Imam die Betenden in zwei Gruppen auf und betet mit der einen Gruppe zunächst die Hälfte der notwendigen Rakʿas, während die andere Wache hält. Dann betet er mit der anderen Gruppe den Rest der notwendigen Rakʿas, während die erste Gruppe Wache hält. Textliche Grundlage ist Sure 4:102: „Und wenn du unter ihnen bist und das Gebet für sie anführst, soll eine ihrer Gruppen bei dir sein, mit ihren Waffen griffbereit. Und werfen sie sich betend nieder, dann sollen sie zurücktreten hinter euch, und eine andere Gruppe, die noch nicht gebetet hat, soll vortreten und mit dir beten. Doch sei auf der Hut, die Waffen griffbereit. Die nicht glauben, möchten gern, dass ihr auf eure Waffen und Gerätschaft nicht achtgebt, um über euch mit einem Schlage herzufallen“ (Übersetzung Hartmut Bobzin).

Als munfarid gilt derjenige, der die Salāt alleine verrichtet, ohne einem Imam zu folgen oder selbst Imam zu sein.

## Geschichte
Die Salāt ist ein Gebetsritus, der schon in vorislamischer Zeit in Mekka existierte. Neben dem Gebet am hellen Morgen (ḍuḥā), das zu seiner Zeit in Mekka üblich war, führte der Prophet schon früh ein zweites Gebet ein, das am Nachmittag (ʿaṣr) abgehalten wurde. Das Gebet am hellen Morgen wiederum wurde bald durch ein Gebet in der Morgendämmerung (faǧr), also vor Sonnenaufgang, ersetzt. Damit hatte die von Mohammed angeführte Gemeinde eigene Gebetszeiten, die nicht mehr mit denjenigen der heidnischen Mekkaner übereinstimmten. Als die beste Zeit für das Gebet in der Morgendämmerung galt die letzte Dunkelheit der Nacht (ġalas), wenn bereits Licht am Horizont erscheint, aber noch keine Gesichter erkennbar sind.
In frühmedinischer Zeit wurde beim Gebet die jüdische Sitte übernommen, das Gesicht nach Jerusalem zu wenden. Nach dem Zerwürfnis mit den Juden löste man sich allerdings wieder von der Gebetsrichtung nach Jerusalem, und es begann ein Prozess der schrittweisen Umorientierung. Zunächst wurde betont, dass es gleichgültig ist, nach welcher Richtung man betet, weil Gott überall ist (Sure 2:115). Schließlich wurde als neue Qibla die „Heilige Kultstätte“ (al-masǧid al-ḥarām) in Mekka festgelegt (vgl. Sure 2:144).
Wann und unter welchen Umständen die fünf täglichen Gebete eingeführt wurden, ist noch ungeklärt. Während es nach der islamischen Tradition der Prophet selbst war, der seinen Anhängern das fünfmalige Gebet auferlegte, vermutete Ignaz Goldziher, dass die Erhöhung auf fünf tägliche Gebete erst in nachprophetischer Zeit unter zoroastrischem Einfluss erfolgt sei. Auf die gleiche Weise urteilte Carl Brockelmann: „Während Muhammed mit den Seinen in Mekka nur zweimal, in Medina nach dem Vorbild der Juden dreimal täglich gebetet hatte, verpflichtet das spätere Ritual unter persischem Einfluss zu fünf Gebetszeiten.“
Auch William Montgomery Watt und Alford Welch gingen davon aus, dass eine Vermehrung der täglichen Gebete von drei auf fünf erst in nachprophetischer Zeit stattgefunden hat. Sie begründeten das damit, dass im Koran nur drei Gebete namentlich erwähnt werden, nämlich die „mittlere Salāt“ (aṣ-ṣalāt al-wusṭā) in Sure 2:238, sowie die „Salāt der Morgendämmerung“ (ṣalāt al-faǧr) und die „Salāt des Abends“ (ṣalāt al-ʿišāʾ) in Sure 24:58. Die Erhöhung auf fünf Gebete erklärten sie mit einer Verdoppelung der mittleren Salāt und der Abend-Salāt, die bereits gelegentlich in der Zeit des Propheten stattgefunden habe.
Einige Regeln für das Gebet wurden erst lange nach dem Tod des Propheten festgeschrieben, so beispielsweise die Anweisung, dass der Betende vor dem Gebet die Schuhe ausziehen muss. In der Frühzeit des Islams dagegen waren die Muslime dazu aufgefordert worden, beim Gebet die Schuhe anzubehalten, um sich dadurch von den Juden abzusetzen. Auch vom Propheten selbst wird überliefert, dass er das Gebet in Schuhen verrichtet hat.

## Westliche Rezeption

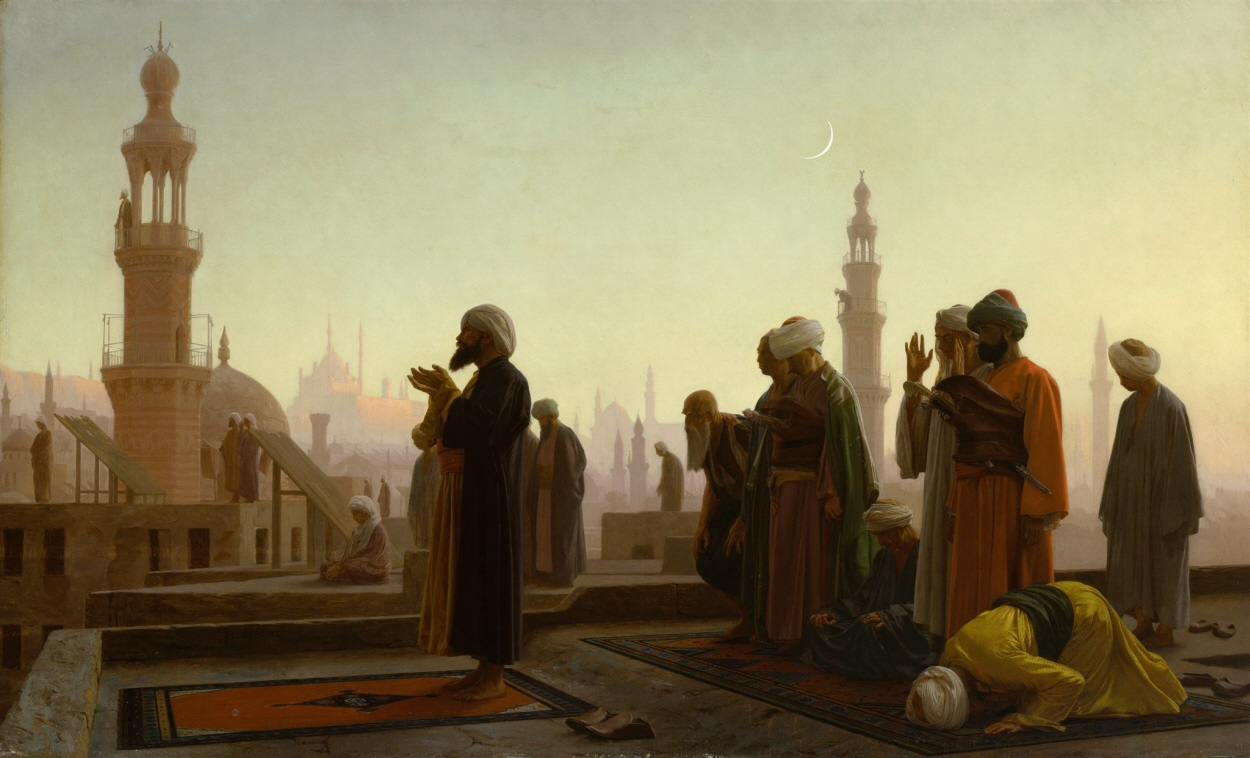
Jean-Léon Gérôme: Das Gebet (1865)

Das fünfmalige tägliche Gebet der Muslime, das häufig in der Öffentlichkeit verrichtet wird, war ein prägendes Element bei der Rezeption des Islam durch europäische Orientreisende. Der französische Historienmaler Jean-Léon Gérôme, der sich 1854 und 1857 im Osmanischen Reich aufgehalten hatte, schuf 1865, nach seiner Rückkehr nach Paris, das Gemälde Das Gebet, das heute in der Hamburger Kunsthalle hängt. Darauf sieht man mehrere – durch Turbane als solche ausgewiesene – Muslime, die auf einem Dach in Kairo hinter einem Imam stehen und in der Abenddämmerung die Salāt verrichten.